# Меос, Александр Иванович
Меос Александр Иванович (4 января 1897, Лифляндская губерния, Российская империя — 25 февраля 1971, Ленинград, СССР) — советский химик, ученый, инженер и педагог, один из основателей отечественной промышленности химических волокон, основатель и первый руководитель кафедры и проблемной лаборатории технологии химических волокон (ныне кафедра наноструктурных, волокнистых и композиционных материалов им. А. И. Меоса) Ленинградского института текстильной и легкой промышленности им. С. М. Кирова (ныне Санкт-Петербургский государственный университет промышленных технологий и дизайна). Доктор химических наук (1944), профессор (1946).

## Биография

### Детство
Родился 22 декабря 1896 (4 января 1897 по новому стилю) в многодетной семье крестьянина, владельца усадьбы Поннапилли Элистверской волости Юрьевского уезда Лифляндской губернии. По национальности эстонец.
В 1909 году окончил сельскую школу и до 1915 года работал в усадьбе. В 1915 году был мобилизован в старую (царскую) армию.

### Образование
В 1916 году окончил школу ротных фельдшеров при Красносельском военном госпитале.
Участник февральской революции и октябрьской революции.
С 1917 по 1918 гг работал лаборантом-химиком в бактериологической лаборатории госпиталя. Воевал на Западном и Восточном фронтах, получил ранение, стал инвалидом и в сентябре 1921 г. был демобилизован в должности лекарного помощника.
Занимался самообразованием, экстерном сдал экзамены за курс гимназии и в 1921 году поступил в Петроградский Технологический институт на химический факультет. Одновременно с учёбой, с 1925 по 1928 гг работал в центральной лаборатории треста «Лентекстиль» в качестве старшего производственного химика, где выполнял работы в области усовершенствования химико-текстильной технологии фабрик Ленинграда. В 1927 году защитил диплом.
В 1928 году зачислен аспирантом на кафедру химической технологии красящих и волокнистых веществ к профессору, а впоследствии академику А. Е. Порай-Кошицу.
В 1929 году был командирован на стажировку в Германию с целью изучения технологии искусственных волокон. Стажировку в Германии проходил с З. А. Роговиным и А. Б. Пакшвером.

### Научная деятельность
В 1929 году ему присвоено звание доцента с поручением быть руководителем дипломных и курсовых работ.
1930—1932 гг — заведовал лабораторией, являлся начальником опытного цеха фабрики «Пятилетка» (в 1960 году реорганизована в Ленинградский филиал Всесоюзного научно-исследовательского института искусственного волокна, в 1992 г. реорганизован в ОАО "НИИ «Химволокно»). и участвовал в запуске первого отечественного производства химических волокон.
В 1931 году командирован в Москву на должность заведующего вискозным сектором НИИ Искусственного волокна.
В 1933 году назначен техническим директором Мытищинского завода искусственного волокна и одновременно выполнял обязанности научного руководителя нового НИИ Искусственного волокна, переведённого в Мытищи.
В 1933 году вышла одна из первых в СССР книг по производству химических волокон «Вискозный шелк», автором которой был А. И. Меос.
В 1934 году присвоено научное звание старшего научного сотрудника.
В 1935 году его многочисленные работы были представлены в ВАК для предоставления ученой степени кандидата технических наук без защиты диссертации «на основе суммы научных работ». Однако, ученая степень к.т. н. присвоена ему только в 1940 г.
В 1936 году назначен на должность главного инженера Ленинградской фабрики искусственного волокна «Пятилетка».
В 1940 году в Ленинградском текстильном институте организована кафедра «Химической технологии волокнистых материалов» и А. И. Меос поступает на неё доцентом.
Работы А. И. Меоса этого периода весьма разнообразны вследствие необходимости освоения и усовершенствования технологических процессов, по которым на тот момент в стране не было достаточных знаний и опыта работы.

### Трудовая деятельность в годы Великой Отечественной войны
В годы войны до эвакуации из блокадного города Александр Меос работал в Ленинградском текстильном институте, в котором по заданию штаба Ленинградского фронта была создана базовая Спецхимлаборатория МПВО Куйбышевского и Октябрьского районов.
Доцентом Меосом совместно с группой сотрудников лаборатории были разработаны способы получения высокопрочных и высокомодульных волокон, антимикробных волокон с химически закрепленными лекарственными и дезинфицирующими веществами, ионо-обменных огнезащитных волокон. Под руководством и при непосредственном участии Александра Меоса были разработаны ткани для изготовления одежды бойцов МПВО, которые тушили пожары после падения вражеских бомб, с защитой от возгораний и низкой водопроницаемостью..
Совместно с профессором Грибоедовым Д. Н. был разработан способ крашения хлопчатобумажных тканей в цвет хаки при отсутствии в Ленинграде красителя «сернистый хаки», который был применен на ленинградской фабрике им. В. Слуцкой.
Разработка совместно с профессором Яновским В. В. способа очистки отправленного спирта по заданию командования Ленфронтом была использована в производстве и в военных организациях.
В 1942 году после эвакуации Ленинградского Текстильного института в Ташкенте, работал в НИИ Шелковой промышленности Узбекистана, читал лекции в Ташкентском текстильном институте, вместе с А. Б. Пакшвером участвовал в организации завода Химического волокна в Намангане.
В 1944 году защитил диссертацию на соискание ученой степени доктора технических наук.
В 1945 году после реэвакуации Ленинградского Текстильного института из Ташкента создал кафедру «Технологии химических волокон».

### Дальнейшая трудовая деятельность
В 1958 году под руководством А. И. Меоса создана «Проблемная лаборатория по синтезу волокнообразующих полимеров». Были начаты исследования в области волокон из поливинилового спирта и в области так называемых малотоннажных волокон со специальными свойствами.
Позднее совместно с К. Е. Перепелкиным внесли огромный вклад в разработку и освоение промышленной технологии ПВС-волокна на базе ЛенВНИИва.
Совместно с Л. А. Вольфом было разработано несколько десятков видов реакционно-активных волокон.
Вместе с заведующим кафедрой сопротивления материалов Ленинградского текстильного института имени С. М. Кирова профессором П. В. Мелентьевым проводили исследования в области физико-механики полимеров и волокон.
За период своей педагогической деятельности подготовил более 1000 инженеров химиков-технологов, под его руководством выполнены и защищены более 30 кандидатских диссертаций, а 10 его учеников успешно защитили докторские диссертации.
Умер 25 февраля 1971 в Ленинграде. Похоронен на Серафимовском кладбище.

## Адреса в Санкт-Петербурге
- Московский проспект д. 26 — Ленинградский Технологический институт им. Ленсовета
- Большая Морская улица д. 18 — Ленинградский институт текстильной и лёгкой промышленности С. М. Кирова
- Светлановский проспект д. 35 — последний адрес проживания.

## Семья
Сын — Меос Виталий Александрович (25.07.1933-31.05.2004), доцент кафедры РТЭ (с 2022 г. — кафедра микроволновой электроники) Санкт-Петербургского государственного электротехнического университета.

## Награды и премии
Деятельность А. И. Меоса было высоко оценена Советским Государством, что выразилось в присвоении ему в 1967 году звания заслуженного деятеля науки и техники РСФСР, в награждении орденами и медалями СССР.
- 1946 г. — медаль «За доблестный труд в Великой Отечественной войне 1941—1945 гг.»
- 1948 г. — медаль «За оборону Ленинграда»
- 1954 г. — медаль «За трудовую доблесть»
- 1956 г. — значок «Отличник социалистического соревнования легкой промышленности» (приказ Министерства легкой промышленности СССР № 97-к от 25.12.1956 г.)
- 1957 г. — медаль «В память 250-летия Ленинграда»
- 1961 г. — орден «Трудового Красного Знамени» № 373577
- 1964 г. — Серебряная медаль ВДНХ № 3664
- 1965 г. — Бронзовая медаль ВДНХ № 18750
- 1967 г. — Заслуженный деятель науки и техники РСФСР

## Основные труды
- Вискозный шелк : Допущено Глав. упр. учеб. заведений НКТП СССР к изд. в 1933 г. в качестве учебника. — Москва ; Ленинград : Госхимтехиздат, 1933
- Химические волокна и процесс их формования / О-во по распространению полит. и науч. знаний РСФСР. Ленингр. отд-ние. — Ленинград : Б. и., 1960
- Свойства и применение синтетических волокон / Ленингр. отд-ние О-ва по распространению полит. и науч. знаний РСФСР. Ленингр. дом науч.-техн. пропаганды. — Ленинград : Б. и., 1962
- Новые синтетические волокна : Производство волокон из поливинилового спирта. — Ленинград : Лениздат, 1965.
- Химия и одежда / О-во «Знание» РСФСР. Ленингр. организация. — Ленинград : Б. и., 1969.